# Sarcinodes lilacina
Sarcinodes lilacina là một loài bướm đêm trong họ Geometridae.